# Junonia artaxia
Junonia artaxia är en fjärilsart som beskrevs av William Chapman Hewitson 1864. Junonia artaxia ingår i släktet Junonia och familjen praktfjärilar. Inga underarter finns listade i Catalogue of Life.

## Bildgalleri

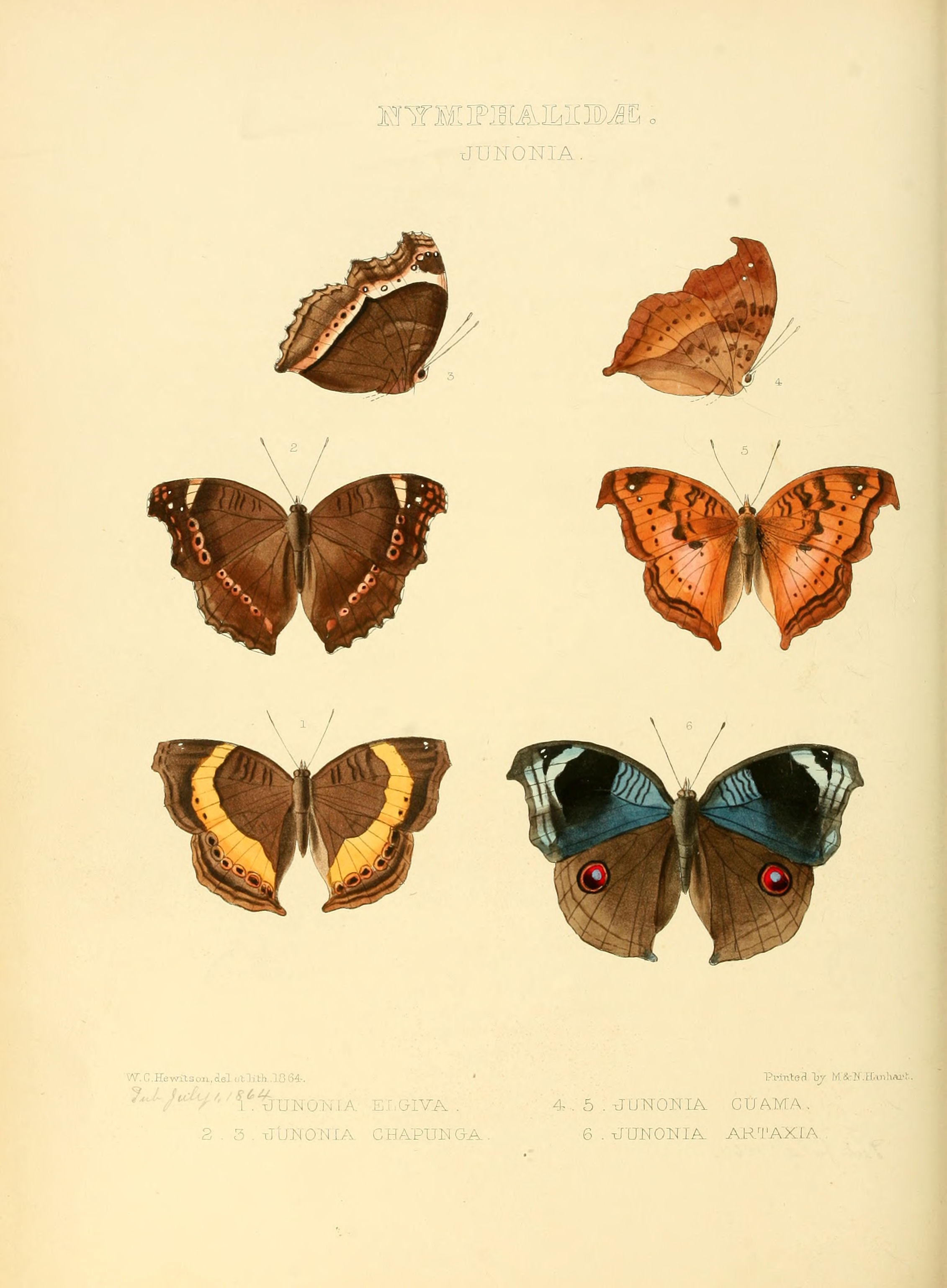